# 3989 Odin
3989 Odin è un asteroide della fascia principale. Scoperto nel 1986, presenta un'orbita caratterizzata da un semiasse maggiore pari a 2,2570011 UA e da un'eccentricità di 0,1863964, inclinata di 3,47451° rispetto all'eclittica.